# Таяс
Таяс — река в России, протекает по Таштагольскому району Кемеровской области. Устье реки находится в 12 км от устья Кабырзы по левому берегу. Длина реки составляет 38 км. В 10 км от устья, по левому берегу впадает река Киза. В 14 км от устья, по правому берегу впадает река Кантус.

## Данные водного реестра
По данным государственного водного реестра России относится к Верхнеобскому бассейновому округу, водохозяйственный участок реки — Томь от истока до города Новокузнецк, без реки Кондома, речной подбассейн реки — Томь. Речной бассейн реки — (Верхняя) Обь до впадения Иртыша.